# Neurologia
La neurologia és l'especialitat mèdica que, conjuntament amb la neurocirurgia, s'ocupa de les malalties del sistema nerviós, tant central com perifèric. Els metges especialitzats en aquest àmbit reben el nom de neuròlegs.
A Espanya, per ser neuròleg cal llicenciar-se en medicina i després especialitzar-se en neurologia.
A Catalunya i a l’Estat espanyol, la neurologia com a especialitat mèdica va néixer a l'Hospital de la Santa Creu i Sant Pau (aleshores Hospital de la Santa Creu) l’any 1882 de la mà de Lluís Barraquer i Roviralta. En un primer moment aquest servei de l’Hospital de la Sant Creu es va anomenar Dispensari d’Electroteràpia, una consulta dedicada a pacients amb patologies del cervell i de la medul·la espinal. Anys després, el dispensari es va dir Servei de Neurologia i Electroteràpia i finalment va acabar perdent la segona denominació i es va quedar com a Servei de Neurologia.
Barraquer va introduir, per primer cop al país, la possibilitat d’intervenir determinades lesions cerebrals i d’oferir a aquests pacients l’única possibilitat de curació que existia per a ells. A partir del 1910, va fer intervenir una sèrie de pacients amb epilèpsia focal, gairebé tots d’origen traumàtic, que consistien en excisions de les àrees corticals afectades per la lesió de la cicatriu, fet que va afavorir el naixement de la neurocirurgia. Un dels seus màxims exponents va ser el Manuel Corachan i Llort, fill de Manuel Corachan i Garcia, que el 1936 ja practicava regularment aquestes intervencions a Sant Pau i que va morir durant la Guerra Civil espanyola.

## Camp de treball
La neurologia s'ocupa dels trastorns neurològics, malalties que afecten al sistema nerviós central (cervell, cerebel i tronc de l'encèfal), sistema nerviós perifèric (incloent-hi els parells cranials i sistema nerviós autònom. Les malalties més importants d'aquest camps són:
- Cefalees com ara la migranya, la cefalea tensional i la cefalea en acúmuls.
- Epilèpsia i atacs.
- Trastorns neurodegeneratius, especialment les demències incloent la malaltia d'Alzheimer.
- Malalties cerebrovasculars.
- Trastorns de la son.
- Paràlisi cerebral.
- Infeccions bacterianes, micòtiques, víriques i parasitàries del sistema nerviós, com l'encefalitis, la meningitis, la neuritis, els abscessos cerebrals,...
- Neoplàsies (tumors).
- Trastorns del moviment com ara la malaltia de Parkinson, la corea, l'hemibal·lisme, els tics i la malaltia de Gilles de la Tourette.
- Malalties desmielinitzants del sistema nerviós central (com ara l'esclerosi múltiple) i del sistema nerviós perifèric (com ara la síndrome de Guillain-Barré).
- Malalties de la medul·la espinal: tumors, infeccions, traumatismes, malformacions,...
- Trastorns del nervi perifèric i la unió neuromuscular.
- Estats mentals alterats.